# Carmen Laforet
Carmen Laforet Díaz (Barcelona, 6 de septiembre de 1921-Majadahonda, 28 de febrero de 2004) fue una escritora española. Su obra más conocida es la novela Nada, ganadora del Premio Nadal de 1944.

## Biografía
Nació en Barcelona, España el 6 de septiembre de 1921, hija primogénita de un arquitecto y una profesora de lengua toledana. Cuando tenía dos años de edad, su familia se trasladó a vivir a la isla de Gran Canaria por motivos laborales por parte del padre, que trabajaba como profesor de la Escuela de Peritaje Industrial. Allí transcurrieron su infancia y su adolescencia. Después nacieron sus hermanos Eduardo y Juan, con los que según la autora siempre se llevó bien.
Al fallecer su madre, su padre se volvió a casar y Carmen nunca llegó a tener buena relación con su madrastra. Se mudaron a los Prados y su madrastra compró una casa en Alcalá del Valle. La autora regresó a la península en 1939 para estudiar Filosofía en Barcelona, y allí vivió tres años. Luego se trasladó a estudiar Derecho en la Universidad Central de Madrid, pero nunca terminó las carreras comenzadas.
En 1945 publicó Nada, una novela con la que ganó la primera convocatoria en 1944 del Premio Nadal de la editorial Destino; fue un aldabonazo para la Primera generación de posguerra y un éxito de crítica y de público que catapultó a Laforet muy joven a la fama literaria. Un año después se casó con el periodista y crítico literario Manuel Cerezales, con el que tuvo cinco hijos, Marta, Cristina, Silvia, Manuel y Agustín, de los cuales tres, Agustín Cerezales Laforet, Cristina Cerezales Laforet y Silvia Cerezales Laforet se han dedicado también a la escritura. El matrimonio se separó en 1970.

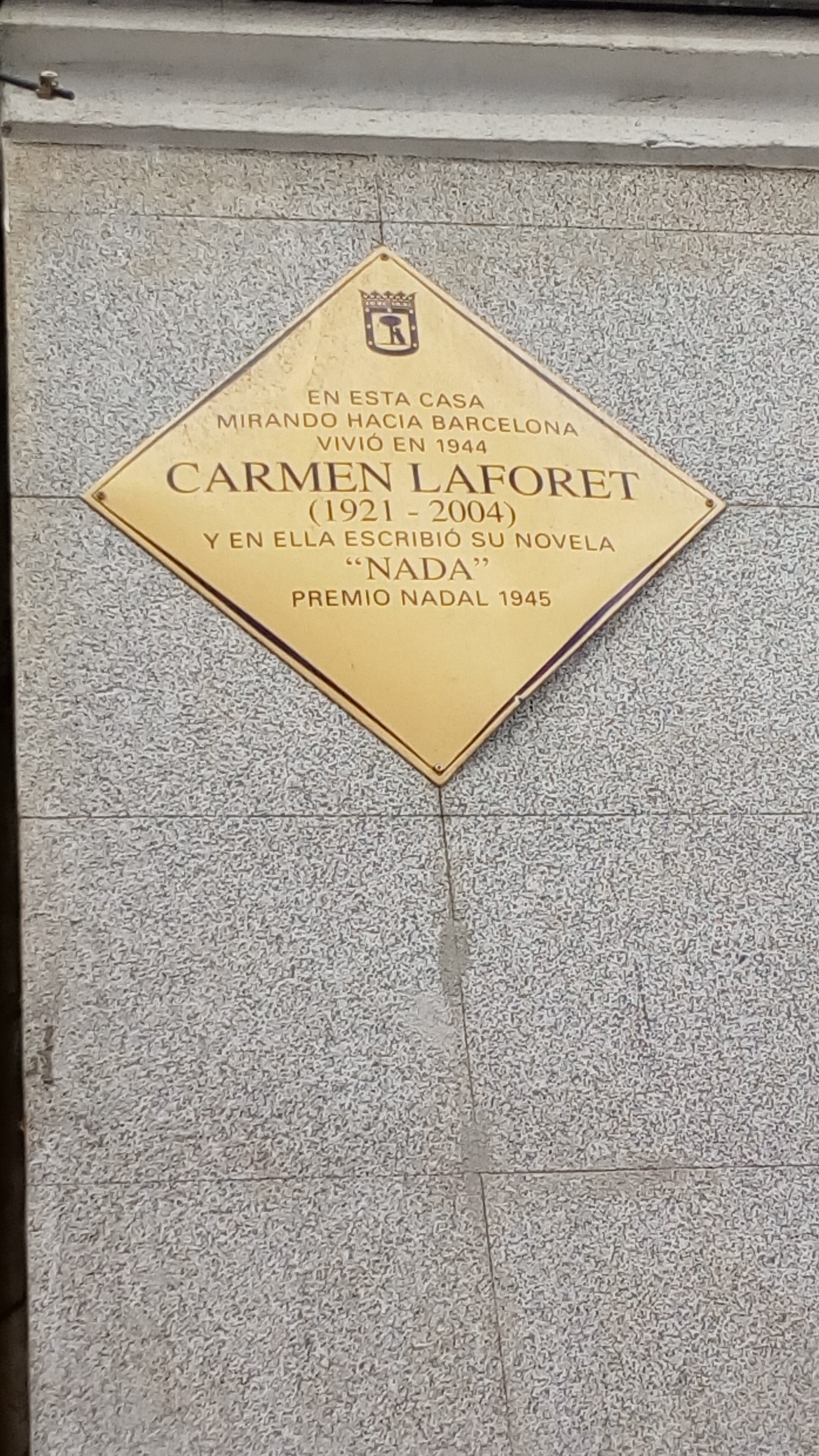
Calle General Pardiñas, Madrid

En 1952 publicó La isla y los demonios, novela ambientada en Canarias, donde se había criado. En 1955, La mujer nueva, marcada por las experiencias religiosas de la autora. De hecho, Ángeles Varela ha demostrado que estas tres obras: Nada, La isla y los demonios y La mujer nueva, conforman de facto una trilogía en torno a la angustia existencial de una mujer, a la que se le da un final marcado por el personalismo o existencialismo cristiano.
Siguió en 1963 La insolación, primer volumen de la trilogía Tres pasos fuera del tiempo, tras un largo periodo en que estuvo trabajando además en los otros dos tomos de la trilogía aunque solo llegó a publicar el segundo, Al volver la esquina, el mismo año de su muerte.
Viajó a Estados Unidos invitada en 1965; sobre su experiencia en aquel país publicó el ensayo Mi primer viaje a USA (1981); allí conoció además al novelista Ramón J. Sender, con quien intercambió una interesante relación epistolar. En 2003 se publicó el epistolario Puedo contar contigo, que contiene un total de setenta y seis cartas en las que desvela su silencio literario, su patológica inseguridad y su fobia social. Su situación personal mientras escribió aquellas cartas era dura, ya que se había separado en 1970 y carecía de estabilidad económica; circunstancias generales como el clima político y social y el machismo imperante hacían que, por ejemplo, debiera responder en entrevistas a preguntas como si quería más a sus hijos o a sus libros.
En las cartas a Sender también lamenta lo gris del mundillo literario, que veía repleto de envidias, enemistades y rencillas. Laforet no quería adscribirse a ninguno de "estos reinos belicosos", por lo que, aseguraba, la consideraban "enemiga de todos". Sender, a su vez, confiesa a Laforet que "el césar pequeñito" era la única persona a la que guardaba derencor. El autor de Réquiem por un campesino español detalla a su amiga sus crisis de ansiedad "porque no me avengo a ser viejo". La religiosidad fue otro de los temas de las cartas que se escribieron, pues ambos creían en Dios, con distintos matices, y compartían su devoción hacia Santa Teresa de Jesús. El infatigable Sender era su antítesis, pero la animaba constantemente a que escribiera.
Carmen Laforet también escribió novelas cortas, libros de cuentos y narraciones de viaje. Entre sus libros de cuentos destacan La llamada (1954) y La niña y otros relatos (1970). Casi toda la obra de Laforet gira en torno a un mismo tema central: el enfrentamiento entre el idealismo juvenil y la mediocridad del entorno.
Poco a poco fue distanciándose de la vida pública debido a una enfermedad degenerativa que afectó su memoria (Afasia progresiva primaria o síndrome de Mesulam) y que la dejó sin habla en los últimos años de su vida. Falleció en Majadahonda, Madrid, el 28 de febrero de 2004.
En febrero de 2007, a modo de conmemoración del tercer aniversario del fallecimiento, la editorial Menoscuarto publicó por primera vez una recopilación de todos sus relatos cortos, incluidos cinco inéditos. En 2009, Cristina Cerezales publicó un libro sobre su madre, Música blanca (Destino), donde, en palabras de Rosa Montero, "nos asoma a otro espacio asfixiante: a la vejez de la escritora, a la enfermedad y el deterioro".
Carmen Laforet siempre ha estado presente en el mundo de la literatura y su novela Nada nunca se ha descatalogado, pero el interés por su obra renació con la publicación del epistolario Puedo contar contigo, iniciativa de Israel Rolón Barada, quien también promovió la reedición de La mujer nueva.
En 2017, la Fundación Banco Santander publicó De corazón y alma (1947-1952) de Carmen Laforet y Elena Fortún, con la correspondencia mantenida entre las dos mujeres hasta la muerte de Fortún, la mayor de ambas. Este epistolario fue prologado por (entre otros) Cristina y Silvia Cerezales Laforet, hijas de Carmen.
En febrero de 2025 se anuncia la compra por el Ministerio de Cultura por 305.000 euros a la familia de la escritora del archivo personal y el manuscrito original de Nada.  El archivo que pasó a la Biblioteca Nacional de España, incluye su correspondencia con Elena Fortún o Ramón J. Sender, recortes antiguos, y borradores de Laforet.  

## Producción literaria
La producción literaria de la escritora no es muy amplia. La muerte de su madre y el casamiento de su padre con otra mujer que no era de su agrado, una "odiosa madrastra", tuvo reflejo en tres de sus obras, que tienen a huérfanos por protagonistas: Nada (1945), La isla y sus demonios (1952) y La insolación (1963).
La literatura española intentó aunar sentimientos contradictorios en cada una de sus obras. Varios autores insisten en su visión feminista, pero también tuvo una visión mística del mundo, sobre todo en su obra La mujer nueva (1955), cuyo tema central es la fe de la protagonista, Paulina, una mujer que pasa de criticar a la Iglesia a practicar la religión católica, cambio que ella misma ha elegido. Paulina pasa de llevar una vida de pecado a juicio de la religión (tenía un hijo fuera de matrimonio y, además, mantenía otra relación con otro hombre) a la situación opuesta. De esta manera se aúnan en esta obra la independencia y libertad de la mujer para escoger su destino y el misticismo. Ciertamente mantuvo preocupaciones religiosas, ya que en la correspondencia que mantuvo durante mucho tiempo con el escritor Ramón J. Sénder afirma creer en Dios. Sobre esta novela y su experiencia religiosa, dijo lo siguiente: 

El hecho humano que motivó la temática de esta novela fue mi propia conversión (en diciembre de 1951) a la fe católica... Fe que podrá suponerse que me era natural, pues fui bautizada al nacer, pero de la que jamás me volví a preocupar después de salir de la infancia, y cuyas prácticas –para mí enmohecidas y sin sentido– había dejado totalmente. He huido de esta novela –precisamente por haberse motivado en una vivencia mía– de todo elemento autobiográfico, aparte de la sensación repentina de la Gracia. He creado un tipo de mujer, protagonista de mi libro, totalmente distinto de mi tipo humano, y la he colocado en situaciones, ambientes y circunstancias de conversión y lucha espiritual totalmente diferentes a las mías.

También, la intriga y el misterio son una constante en muchas de sus obras. Laforet podría considerarse la precursora de la novela policiaca en España, ya que, a pesar de que actualmente este es un género en auge y hace ya un tiempo que empezó a hacerlo, ella lo había hecho treinta años antes que el resto de autores. 
En las obras pueden vislumbrarse también aspectos de la sociedad en la que vivía, sobre todo en sus comienzos, cuando el sistema político impuesto era la dictadura de Francisco Franco, una sociedad que, sobre todo en sus comienzos, sufrió graves problemas, con lo que podríamos decir que se vivía un momento de crisis. Y todo esto es descrito por Laforet en algunas de sus obras, con personajes que se encuentran a extranjeros visitando España, como es el caso de Martín, de su obra Al volver la esquina (publicada de manera póstuma por la editorial Destino en 2004, el mismo año de su fallecimiento). A su vez, de esta última obra nombrada, cabe destacar la articulación y la complejidad de la estructura narrativa dan testimonio de la evolución en el estilo de su autora. De esta última novela, hay que decir que forma parte de una trilogía titulada «Tres pasos fuera del tiempo» y de ella también forman parte La insolación y Jaque mate. Esta es una trilogía inacabada, ya que, a pesar de haber hablado de ella en su correspondencia con Ramón J. Sénder, Jaque mate nunca ha sido publicada. De hecho, nadie sabe de la existencia de dicha novela.

## Obras

### Novelas
- Nada (1945), Premio Nadal 1944 y Premio Fastenrath 1948.
- La isla y los demonios (1952).
- La mujer nueva (1955), Premio Nacional de Literatura y Premio Menorca de Novela.
- La insolación (1963). Primera novela de la trilogía Tres pasos fuera del tiempo.
- Al volver la esquina (2004). Escrita en los años sesenta, y reelaborada prácticamente durante toda su vida, fue finalmente publicada el mismo año de su muerte; es la segunda novela de una trilogía que se inicia con La insolación y que contemplaba como cierre «Jaque mate», aún inédita.[3]

### Novelas cortas y relatos
- La muerta (1952).
- El piano (1952).
- Un noviazgo (1953).
- La llamada (1954). Incluye cuatro relatos: "La llamada", "El último verano", "Un noviazgo" y "El piano".
- Los emplazados (1954).
- El viaje divertido (1954).
- La niña (1954).
- Un matrimonio (1956).
- La niña y otros relatos (1970).
- «Rosamunda», en Cuentos de este siglo (Barcelona: Ángeles Encinar, 1995).
- «Al colegio», en Madres e hijas (Barcelona: Laura Freixas, 1996).
- Carta a don Juan (2007), recopilación de todos sus relatos cortos.
- Romeo y Julieta II (2008), recopilación de sus relatos amorosos.
- Siete novelas cortas (2010), recopilación de sus novelas cortas.

### Otros
- Gran Canaria (1961), guía de viajes.
- Paralelo 35 (1967), libro de viajes, reeditado en 1981 con el título de Mi primer viaje a USA.
- Artículos literarios (1977), recopilación de artículos.
- Puedo contar contigo (1965-1975) (2003), epistolario con Ramón J. Sender.
- De corazón y alma (1947-1952) (2017), epistolario con Elena Fortún.
- Puntos de vista de una mujer[14] (2021), recopilación de artículos publicados en la revista Destino, desde 1948 hasta 1953.

## Adaptaciones cinematográficas
En 1947 se llevó a la gran pantalla la versión de la novela Nada de la autora. El largometraje estuvo dirigido por Edgar Neville y contó con actores tales como Conchita Montes, Rafael Bardem, María Denis y Fosco Giachetti, entre otros. La película topó con la censura de la época, recortando treinta minutos de esta y haciendo desaparecer muchas de las escenas rodadas en Barcelona.
Más tarde, en 1956, Argentina llevó a la gran pantalla otra adaptación de la novela Nada, un drama en blanco y negro dirigido por Leopoldo Torre Nilson.

## Adaptaciones teatrales
En noviembre de 2024, el Centro Dramático Nacional estrenó en Madrid la primera adaptación de su novela, Nada, a cargo de Joan Yago y dirigida por Beatriz Jaén. En el reparto, Amparo Pamplona, Carmen Barrantes, Jordan Blasco, Laura Ferrer, Julia Rubio y Peter Vives, entre otros.

## Citas
Si uno es escritor, escribe siempre, aunque no quiera hacerlo, aunque trate de escapar a esa dudosa gloria y a ese sufrimiento real que se merece por seguir una vocación.
 En mi época de Canarias entran también mis dos hermanos Eduardo y Juan, con quienes siempre me he sentido compenetrada; y entra también más tarde una madrastra, que, a pesar de todas mis resistencias a creer en los cuentos de hadas, me confirmó su veracidad, comportándose como las madrastras de esos cuentos. De ella aprendí que la fantasía siempre es pobre comparada con la realidad.
Me parece que de nada vale correr si siempre ha de irse por el mismo camino, cerrado, de nuestra personalidad. Unos seres nacen para vivir, otros para trabajar, y otros para mirar la vida. Yo tenía un pequeño y ruin papel de espectadora. Imposible salirme de él. Imposible libertarme. Una tremenda congoja fue para mí lo único real en aquellos momentos.
¿Quién puede entender los mil hilos que unen las almas de los hombres y el alcance de sus palabras?
¡Cuántos días sin importancia! Los días sin importancia [ … ] me pesaban como una cuadrada piedra gris en el cerebro.
Siempre hasta que me muera estaré volcada en los demás. Los querré y me querrán. Y al mismo tiempo estaré sola
 En verdad, es el mundo que domina secretamente la vida. Secretamente, instintivamente, la mujer se adapta y organiza unas leyes inflexibles, hipócritas en muchas situaciones para un dominio terrible... Las pobres escritoras no hemos contado nunca la verdad, aunque queramos. La literatura la inventó el varón y seguimos empleando el mismo enfoque para las cosas. Yo quisiera intentar una traición para dar algo de ese secreto, para que poco a poco vaya dejando de existir esa fuerza de dominio, y hombres y mujeres nos entendamos mejor, sin sometimientos, ni aparentes ni reales, de unos a otros... tiene que llover mucho para eso. Pero, ¿verdad que está usted de acuerdo, en que lo verdaderamente femenino en la situación humana las mujeres no lo hemos dicho, y cuando lo hemos intentado ha sido con lenguaje prestado, que resultaba falso por muy sinceras que quisiéramos ser?

## Homenajes
En 2010 se creó en el barrio de Valderribas, en el distrito de Vicálvaro de Madrid, el Colegio Carmen Laforet.
En 2011 se le concedió, a título póstumo, el Premio Can de Plata de Gran Canaria, en la modalidad de las Artes, que concede el Cabildo Insular de Gran Canaria.
Posee una calle en la periferia de la ciudad de Estepona (Málaga), en el barrio de Aguas Vivas de Guadalajara (junto a otras calles con nombres de escritoras españolas), otra calle en Majadahonda y otras dos en Torrejón de Ardoz y en el barrio del Soto del Henares (Madrid). También se bautizaron con su nombre sendas calles en los municipios de Las Palmas de Gran Canaria, en el barrio de Lomo de Los Frailes y San Bartolomé de Tirajana, en la isla de Gran Canaria. 
En 2004 se publicaron una serie de biografías dedicadas a Carmen Laforet y dirigidas por la también escritora Nuria Amat.
En 2014 el Instituto Cervantes de Nueva York rindió homenaje en una de sus actividades culturales para conmemorar los setenta años desde la publicación de su obra Nada.
También hay en Barcelona una plaza con su nombre: plaza Carmen Laforet. Y en ésta, la biblioteca Carmen Laforet.
En el número 36 de la calle Aribau se encuentra una placa donde se puede leer "Va néixer en aquesta casa, font d'inspiració de la seva primera novel·la Nada", que quiere decir: "Nació en esta casa, fuente de inspiración de su primera novela Nada".
Con motivo de la conmemoración del centenario de su nacimiento, Google le dedicó en homenaje un doodle el 6 de septiembre de 2021.
En 2021 se cuelga el retrato de Carmen Laforet en el Ateneo de Madrid. Es la segunda mujer que ostenta ese privilegio después de Emilia Pardo Bazán.
En 2022 el Cabildo de Gran Canaria la nombra hija adoptiva de la isla.